# Гистав Моро
Гистав Моро (фр. Gustave Moreau; 6. април 1826 – 18. април 1898) био је француски сликар. Припадао је покрету симболизма, а његов опус је познат по библијским и митолошким мотивима. Мороове слике снажно су утицале на опус симболистичких књижевника и других уметника.

## Биографија
Гистав Моро је у Паризу, од оца Жан Мари Мороа и мајке Адел Паулине де Мутје. Сликарев отац је био главни архитекта департмана Везул у источној Француској, где се родила и Гиставова млађа сестра Камила. После револуције 1830. породица Моро се трајно сели у Париз, а 1841. Гистав са мајком одлази у Италију. Будући сликар донеће отуда велики албум са скицама које је урадио под снажним утиском архитектуре Милана, Венеције и Фиренце. По повратку у престоницу, а захваљујући очевом утицају, шеснаестогодишњи Моро добија потврду да се бави копирањем слика што му омогућава да без тешкоћа улази у Лувр и проучава и копира дела старих мајстора.
1846. Гистав Моро уписује Академију лепих уметности у класи неокласичног сликара Франсоа Пикоа.
Упоредо са радом на сопственим сликама, Моро је радио и велику копију слике Анибалеа Карачија изложене у Лувру - наруџбину од државе. Наручиоци су били задовољни Мороовим радом и наручују од њега и другу копију, али он се успротивио: жели да продаје своје радове.
Године 1852. завршава Пијету- слику упечатљиве величине, на којој је радио три годуне, и излаже је на Салону. У октобру исте године отац за њега купује кућу број 14 у Улици Рошфуко, где Моро себи на другом спрату прави атеље. У лето 1857. Моро одлази у Рим где се у потпуности посвећује уметности. Након једномесечног боравка у Риму, он креће у Фиренцу, где ради неколико копија познатих слика, изложених у музеју Уфици. Теме и мотиви његовог сликарства већински су преузети из античке историје и митологије.
По повратку у Париз, 1859, Моро упознаје младу гувернанту, Александрину Диро, са којом се претпоставља да је био у вези следећих двадесет пет година. Мороов отац изненада умире 1862. године. Потрешен несрећом, посвећује се послу и самообразовању. Године 1873. један од државних департмана наручује од сликара да осмисли капелу у париском Пантеону, што он одбија. Две године касније Гистав Моро добија највећу награду Француске - орден Легије части.
Године 1888. Моро постаје професор на Академији лепих уметности. У мају 1889, када је завршио рад на великом платну Јупитер и Самела, Моро приступа реализацији свог последњег великог пројекта: прави музеј у сопственој вили и тиме своје дело чини доступно свима.
Моро умире 18. априла 1898. године у Паризу, а сахрањен је у породичној гробници на гробљу Монмартр.
У Народном музеју у Београду налази се његова слика Уморни кентаур.

## Галерија
- Дела Густава Мороа
- Едип и Сфинга (1864)
- Јасон и Медеја, (1865)
- Орфеј (1865)
- Рађање Венере из мора, (1866)
- Европа и бик (1869)
- Химера (1876)
- Салома (1876)
- Приказа (1876)
- Јаков и анђео (1878)
- Галатеја, (1880)
- Свети слон (Пери), (1885)
- Ева (1885)
- Тоалета, (1885-90)
- Хесиод и муза, (1891)
- Песма над песмама （Cantique des Cantiques） (1893)
- Јупитер и Семела (1894-95)